# 黃奕晨
黃奕晨（英語：Dixon Wong，1989年6月16日—），本名黃俊銘，出生于香港，現時為ViuTV藝人，曾經為nowTV主持人。此外，他是香港資深演員夏雨（本名：黃成）的兒子。

## 演出

### 電視節目（ViuTV）
- 2016年：《SE7EN》
- 2016年：《快樂童盟》
- 2016年：《老友日常》
- 2016年：《屢見耆工》
- 2016年：《理想職業》
- 2016年：《體育係...》
- 2016年：《一大一路》
- 2016年：《學嘢》演出第7、8集
- 2017年：《SE7EN 2》
- 2017年：《譚校長·談欣賞》演出（第9集）
- 2017年：《超低能特攻隊》第3個禮拜嘉賓
- 2017年：《時空旅人》
- 2017年：《挑機》第5、6集嘉賓
- 2017年：《P牌網購團》
- 2017年：《借宿一宵》第二季，演出第7、8集
- 2018年：《迷失假期》
- 2018年：《Good Night Show 全民星戰》
- 2018年：《美齡幸福便當》主持
- 2018年：《Interviu》嘉賓（第113集）
- 2019年：《我食飯你埋單》嘉賓
- 2020年：《鼠年行運要點相》第2集嘉賓
- 2020年：《今日疫情》外景主持
- 2020年：《埋嚟睇 埋嚟玩》外景片段主持
- 2020年：《今晚趁熱食》外景片段主持
- 2020年：《對號入座》主持（象主）
- 2020年：《辣伙頭·開火》參賽者
- 2020年：《今晚瞓酒店》主持
- 2021年：《異國風情畫》第1-3集主持
- 2021年：《是滴是友》第1、4、6、11、12集片尾演出者, 第10集嘉賓
- 2021年：《考有Feel》主持
- 2021年：《ViuTV 5周年：繼續向前》
- 2021年：《造美人》第13、14集嘉賓
- 2021年：《囝囝女女730》《東京一起動》主持
- 2021年：《海陸勁技場》激情組（橙組）組員
- 2021年：《水著考有Feel》主持
- 2021年：《賭命夫妻》第2、3集嘉賓
- 2021年：《ViuTV 2022》演出
- 2021年至今：《今餐有料到》主持
- 2022年：《MM730》主持
- 2022年至今：《Chill Club推介》主持
- 2023年：《搵食考快Cert.》主持
- 2023年：《家務神隊友》主持
- 2024年：《贏在旅遊起跑線》主持
- 2024年：《金像玩家》主持

### 電視劇（ViuTV）
- 2016年：《三一如三》飾演 宗國（第3集）
- 2017年：《未來還未來》飾演 黃迪晨（滴滴仔）
- 2018年：《身後事務所》飾演 細蝦（第9-10集）
- 2018年：《已讀不回》飾演 葉諾謙
- 2018年：《迷失假期》飾演 Jason
- 2019年：《婚內情》 飾演 畫廊客（第31集）
- 2019年：《詭探前傳》 飾演 陳風（第6-10集）
- 2019年：《Reboot》 飾演 後生李一丁
- 2019年：《娛樂風雲》 飾演 黃進（火火）
- 2019年：《理想國—堅尼地判官》 飾演 張政堯（Kennedy）
- 2019年：《黑市—失眠夢》 飾演 江
- 2020年：《熟女強人》 飾演 Peter
- 2021年：《大叔的愛》 飾演 俊
- 2021年：《上流trade星族》 飾演 黃家雄（Marco）
- 2022年：《冥冥之中》 飾演 雞良
- 2022年：《I SWIM》 飾演 歐陽彪（彪哥）
- 2023年：《和解在後》飾演 區生
- 2023年：《冰上火花》 飾演 徐浩鋒
- 2024年：《無用的謊言》 飾演 趙俊才
- 2025年：《弊傢伙！我要去祓魔》 飾演 單春樹
- 2025年：《三命》 飾演 蕃茄

### now TV
- 《Yo! Gym+》
- 《102觀星總部》
- 2014年：《是日本人遊關西》（第二輯，第7-10集）[註 1]

### 港台電視
- 《警訊》實況劇 - 《危.鈴》
- 《城市遊棄 II》
- 《手語隨想曲6》

## 感情生活

### 戀情

#### 吳嘉熙
黃奕晨曾與女子組合Super Girls成員吳嘉熙拍拖。2019年10月11日，雙方各自透過社交網宣佈已經分手，結束兩年感情，並否認傳聞，強調不涉第三者。

#### 王頌茵（Kathy仔）
黃奕晨與吳嘉熙分手後，曾與女藝人王頌茵（Kathy仔）傳緋聞，2021年更被傳媒拍到結伴出行並吸煙，但黃奕晨當時否認戀情。雙方最終於2025年8月12日公開戀情。

## 備註
1. ↑  2017年於ViuTV重播

## 外部連結
- 黃奕晨的Instagram帳戶